# Nguyễn Thanh Dũng
Nguyễn Thanh Dũng (1949 – 26 tháng 8 năm 2021) là Anh hùng Lực lượng vũ trang nhân dân, sĩ quan cao cấp của Quân đội nhân dân Việt Nam, hàm Thiếu tướng, nguyên Ủy viên Thường trực Ủy ban Kiểm tra Quân ủy Trung ương, Chủ nhiệm Chính trị Quân khu 9.

## Tiểu sử
Nguyễn Thanh Dũng tên khai sinh là Nguyễn Văn Điệp, biệt danh Ba Dũng, sinh năm 1949 tại xã Long Điền Đông, huyện Giá Rai (nay là huyện Đông Hải), tỉnh Bạc Liêu. Tháng 1 năm 1965, ông nhập ngũ và tham gia vào Đại đội trinh sát của Trung đoàn 1 thuộc Quân khu 9, đến tháng 6 năm 1967 thì được kết nạp vào Đảng Cộng sản Việt Nam. Trong 7 năm kể từ lúc nhập ngũ, ông lần lượt trải qua các chức vụ Phó tiểu đội trưởng, Tiểu đội trưởng, Trung đội trưởng, Phó đại đội trưởng, Chính trị viên phó của Đại đội 6 (đại đội Đặc công) của Trung đoàn 1. Đến tháng 4 năm 1972, ông trở thành Chính trị viên phó của Tiểu đoàn 307. Tháng 8 năm 1973, ông được cử đi học tại Học viện Quân chính. Sau 5 năm học tại trường Quân chính, ông lần lượt được bổ nhiệm làm Phó chủ nhiệm Chính trị, Chủ nhiệm Chính trị, Phó chính ủy Trung đoàn 1. Sau 3 năm tiếp tục học tập lại Học viện Chính trị (từ 1981 đến 1984), ông được bổ nhiệm làm Phó chủ nhiệm Chính trị rồi Chủ nhiệm Chính trị của Sư đoàn 330. Đến tháng 7 năm 1988 thì ông được thăng làm Phó sư đoàn trưởng về Chính trị.
Tháng 9 năm 1991, ông được bầu làm Ủy viên chuyên trách của Ủy ban Kiểm tra Đảng ủy Quân khu 9. Từ năm 1996 đến năm 2004, ông lần lượt trở thành Phó chủ nhiệm và Chủ nhiệm Chính trị của Quân khu 9. Tháng 10 năm 2004, ông trở thành Ủy viên chuyên trách của Ủy ban Kiểm tra Quân ủy Trung ương. Tháng 1 năm 2011, ông nghỉ hưu theo chế độ. Ngày 30 tháng 10 năm 2013, ông được nhà nước Việt Nam trao tặng danh hiệu Anh hùng Lực lượng vũ trang nhân dân. Ngày 26 tháng 8 năm 2021, ông qua đời tại nhà riêng, hưởng thọ 72 tuổi.

## Lịch sử thụ phong quân hàm
| Năm thụ phong | –                                         | 1993                                             | 2004                                            |
| ------------- | ----------------------------------------- | ------------------------------------------------ | ----------------------------------------------- |
| Quân hàm      | Tập tin:Vietnam People's Army Colonel.jpg | Tập tin:Vietnam People's Army Senior Colonel.jpg | Tập tin:Vietnam People's Army Major General.jpg |
| Cấp bậc       | Trung tá                                  | Đại tá                                           | Thiếu tướng                                     |
|               |                                           |                                                  |                                                 |

## Khen thưởng
- Danh hiệu:
  - Anh hùng Lực lượng vũ trang nhân dân.
  - Huy hiệu 50 năm tuổi Đảng.
- Huân, huy chương:
  - Huân chương Quân công hạng Ba.
  - Huân chương Chiến công hạng Nhất, Ba.
  - Huân chương Chiến công giải phóng hạng Nhì.
  - Huân chương Kháng chiến chống Mỹ cứu nước hạng Nhất.
  - Huân chương Bảo vệ Tổ quốc hạng Nhất.
  - Huân chương Chiến sĩ giải phóng hạng Nhất, Nhì, Ba.
  - Huân chương Chiến sĩ vẻ vang hạng Nhất, Nhì, Ba.
  - Huy chương Quân kỳ Quyết thắng.